# Чжоу Шэнь
Чжоу Шэнь (кит. упр. 周深, пиньинь Zhōu Shēn; родился 29 сентября 1992 года), также известный как Чарли Чжоу — китайский певец. Поет на китайском, английском, украинском и русском языках.
Он наиболее известен своей песней «Big Fish», которая получила 8 наград. В ноябре 2017 года Чжоу выпустил свой дебютный альбом 深 的 深, созданный совместно с продюсером Гао Сяосуном, автором песен Инь Юэ и композитором Цян Лэй. Он выступал во многих телесериалах и китайских анимационных фильмах, таких как «Большая рыба и бегония», «Дауфа» и «Хрустальное небо вчера». В 2020 году Чжоу Шэнь занял первое место за исполнение песни «Da La Beng Ba» на шоу Singer 2020, имитируя несколько голосов, в том числе голоса маленькой девочки и мужчины. К апрелю 2020 года количество просмотров этого клипа на Bilibili превысило 10 миллионов, превысив количество просмотров оригинальной песни; после того, как песня (версия Чжоу) была выпущена на Netease Cloud Music, она доминировала в чарте в течение нескольких дней, и этот сингл был воспроизведён более 100 миллионов раз и был отмечен лучшими поисковыми системами Китая.

## Биография
Чжоу родился в Шаояне, провинция Хунань, а затем переехал в Гуйян (провинция Гуйчжоу) со своими родителями во втором классе начальной школы. Позже он был принят в среднюю школу № 6 Гуйяна.
После окончания средней школы уехал на Украину изучать стоматологию. Однако через год он принял решение перейти во Львовскую национальную музыкальную академию, чтобы вместо этого изучать бельканто.

## Творчество
Первая серия концертов Чжоу, 深 空间, состоялась в мае и июне 2018 года, а также в январе, июне и июле 2019 года. Его второй концертный тур Planet C-929 начался в ноябре 2019 года с остановками в Пекине, Нанкине, Шэньчжэне, Чунцине, Чэнду, Шанхае и Гуанчжоу. В июле 2020 года Чжоу Шэнь провёл онлайн-концерт TME «Спокойной ночи, до встречи» на нескольких платформах, среди которых QQ Music посмотрели онлайн более 7,2 миллиона зрителей.

## Награды
Чжоу получает награду каждый год с 2016 года. В ноябре 2019 года он выиграл музыкальную премию MTV Europe Music Award в номинации MTV Europe Music Award for Best Greater China Act. В августе 2020 года он занял 42-е место в списке знаменитостей Китая 2020 года по версии Forbes.